# Кадафа
Кадафа (араб.: القذاذفـة‎) са малко арабско бедуинско племе в района на Сирт, северозападна Либия. Днес те са концентрирани във Фезан, край град Сабха.
Изиграват важна роля в преврата на Муамар Кадафи през 1969 година, премахвайки крал Идрис. По време на управлението на Кадафи, той поставя много членове на племето на водещи позиции.